# Campo de Voo de Benavente
O Campo de Voo de Benavente foi fundado e construído por José Reis há mais de 15 anos.
Este é constituído por 2 pistas de Saibro, 2 Hangares (Um com cerca de 400 m² e outro com 1200m2), oficina de manutenção (Serviço autorizado Rotax), sala de aulas, sala de briefing, escritório e um bar de apoio aos visitantes.
Pista certificada para ultraleves (ULM's).

## Frequências
- Frequência Atribuída: 122.675

Esta frequência é utilizada em comunicações Pilot to Pilot

## Informações
- Pista autorizada para ULMs (INAC)
- Localização - Na Estrada Nacional 118-1 entre Benavente (Localizado a 8,5 km de distância) e Santo Estevão
- Posição Geográfica: N 38º 54' 70 - W 008º 47' 20
- Altitude: 130 pés
- Tel: +351 263 516 185
- Fax: +351 263 516 196
- Horário: Diurno - Todos os dias
- Manga de vento: Sim
- Bar no aeródromo: Aberto todos os dias
- Transportes: O aeródromo dispõe de viatura para transporte dos visitantes até Benavente
- Combustíveis: 98 s/chumbo e óleo
- Hangares: Dois - 1200m2 + 400m2
- Escola de Pilotagem: Sim (www.aerolazer.pt)